# Wydział Nauk o Polityce i Komunikacji Społecznej Uniwersytetu Opolskiego
Wydział Nauk o Polityce i Komunikacji Społecznej Uniwersytetu Opolskiego – jeden z 12 wydziałów Uniwersytetu Opolskiego.

## Historia
Wydział Nauk o Polityce i Komunikacji Społecznej jest jednostką organizacyjną Uniwersytetu Opolskiego. Z chwilą wejścia w życie nowego statutu uczelni 1 października 2019 roku zaistniały dwie jednostki organizacyjne: Wydział Nauk o Polityce i Komunikacji Społecznej oraz Instytut Nauk o Polityce i Administracji, których zadania przenikają się na wielu polach, ale sektorowo odpowiadają za odmienne przestrzenie – dydaktyczną (Wydział) oraz naukową (Instytut). Od powołania do dziś następował systematyczny rozwój jednostek w obydwu obszarach działania – nauki i kształceniu. W 2006 roku rozpoczęły się studia na kierunku Stosunki Międzynarodowe I stopnia, a w 2009 również II stopnia. Ważnym momentem rozwoju był rok 2009, kiedy to jednostka uzyskała uprawnienia do nadawania stopnia doktora w naukach o polityce i w konsekwencji utworzone zostały w tej dyscyplinie studia III stopnia. Obecnie kształcenie na studiach III stopnia w dyscyplinie nauki o polityce i administracji realizuje Szkoła Doktorska UO.

## Kierunki kształcenia

### Studia I stopnia
Dostępne kierunki:   
- Dziennikarstwo i komunikacja społeczna
- Politologia
- Public Relations
- Stosunki międzynarodowe

### Studia II stopnia
Dostępne kierunki: 
- Global Studies (studia prowadzone w j. angielskim)
- Politologia
- Politologia specjalność EUROPA MASTER
- Public Relations
- Stosunki międzynarodowe

## Struktura organizacyjna

### Instytut Nauk o Polityce i Administracji
Dyrektor: dr hab. Lech Rubisz
- Katedra Stosunków Międzynarodowych
- Katedra Komunikacji Społecznej i Dziennikarstwa
- Katedra Studiów Regionalnych
- Katedra Zarządzania i Polityk Publicznych
- Katedra Studiów Europejskich
- Katedra Myśli Politycznej i Teorii Polityki
- Katedra Systemów Politycznych i Administracyjnych

## Władze Wydziału
W kadencji 2024–2028:
| Stanowisko        | Imię i nazwisko             |
| ----------------- | --------------------------- |
| Dziekan           | dr hab. Robert Geisler      |
| Zastępca dziekana | dr Magdalena Ozimek-Hanslik |